# Constantino Dalaseno (duque de Antioquía)
Constantino Dalaseno, en griego: Κωνσταντίνος Δαλασσηνός fue un prominente aristócrata bizantino de la primera mitad del siglo XI. Un experimentado y popular general, estuvo cerca de ascender al trono imperial por matrimonio con la emperatriz porfirogéneta Zoe (r. 1028-1050) en 1028. Acompañó al hombre con el que se casó Zoe, el emperador Romano III Argiro (r. 1028-1034), durante la campaña y fue culpado por algunos cronistas de la humillante derrota de Romano en la batalla de Azaz.
Sufrió un largo período de encarcelamiento bajo el mandato de Miguel IV el Paflagonio (r. 1034-1041), quien temía que los dalasenos conspiraran contra él. Cuando el sucesor de Miguel fue depuesto en 1042, Zoe invitó a Dalaseno a una audiencia con el fin de casarse con él y convertirlo en emperador; disgustada por su manera altiva eligió a un hombre más dócil,  Constantino IX Monomachos.

## Biografía

### Primeros años
Constantino pudo haber nacido en algún momento entre 965 y 970. Fue el hijo mayor del magistro Damián Dalaseno, que ocupó el importante puesto de «dux» de Antioquía desde 995 o 996 hasta su muerte en la batalla contra los fatimíes en la Batalla de Apamea en 998. Constantino, con sus hermanos Romano y Teofilacto, también estuvo presente en la batalla. Probablemente fue uno de los dos hijos del magistro que, según el historiador árabe cristiano Yahya de Antioquía, fueron capturados por los fatimíes, llevados a El Cairo, y rescatados en 1008.

### Alto rango
Se desconoce la carrera de Constantino entre 1008 y 1024, pero los historiadores especulan que probablemente ocupó una sucesión de mandos militares. Reapareció en la primavera de 1024, cuando ocupó el antiguo puesto de su padre como doux de Antioquía, con el rango de patricio, el título honorífico más importante del Imperio, que se limitaba a un pequeño número de poseedores. Gozaba del favor del emperador Constantino VIII (r. 1025-1028). Los Dalassenoi eran una de las pocas familias patricias poderosas que habían sido inquebrantablemente leales a la dinastía macedonia. En su lecho de muerte, Constantino convocó a los Dalaseno para que se casaran con su hija mayor Zoe. Constantino Dalassenos partió de sus propiedades en el Thema Armeniaco, pero antes de llegar a Constantinopla la situación cambió: los consejeros del emperador, que preferían un gobernante débil al que pudieran controlar, habían persuadido al moribundo emperador para que eligiera a Romano III Argiro en su lugar. Se ordenó a Dalasenos que regresara a casa.
Bajo Romano III, Dalaseno sirvió como comandante en la campaña de 1030 contra el Emir de Alepo que concluyó en la batalla de Azaz. Después de que los exploradores bizantinos fueron emboscados, Dalaseno dirigió un ataque contra los árabes, pero fue derrotado, y huyó de vuelta al campamento. Esa noche Dalassenos participó en un consejo imperial en el que los desmoralizados bizantinos resolvieron abandonar la campaña y regresar al territorio bizantino. Romano también ordenó que se quemaran las máquinas de asedio. El 10 de agosto de 1030 el ejército abandonó su campamento y marchó hacia Antioquía. La disciplina se quebró en el ejército bizantino y los mercenarios armenios utilizaron la retirada como una oportunidad para saquear los almacenes del campamento. El Emir lanzó un ataque y el ejército imperial se quebró y huyó. Tanto Dalaseno como Romano tuvieron escapes cercanos durante la huida; según el cronista Yahya, dos altos comandantes fueron asesinados y otro capturado.  Fuentes árabes y la crónica de Mateo de Edesa culpan a Dalaseno y a su conspiración contra Romanos por el fracaso de la expedición.

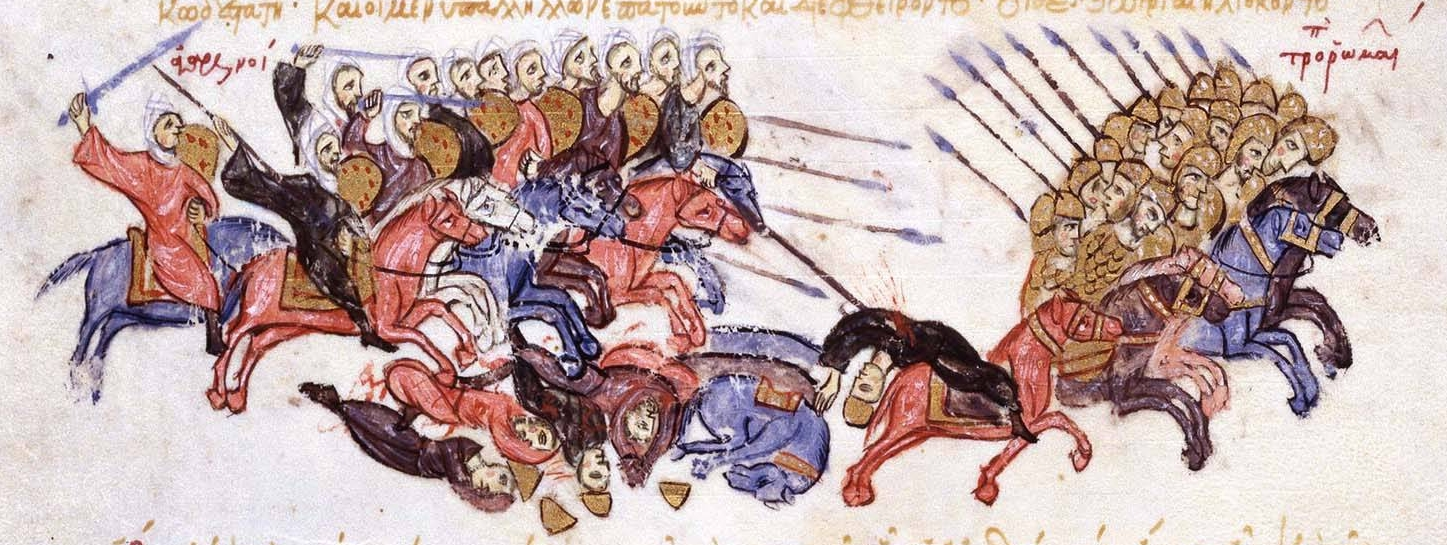
La caballería árabe persigue a los bizantinos que huyen de los Skylitzes de Madrid después de la batalla de Azaz.

Durante el reinado de los sucesores de Argiro,  Miguel IV el Paflagonio (r. 1034-1041) y Miguel V (r. 1041-1042), Dalaseno surgió como líder de la oposición aristocrática. Varias familias prominentes de Anatolia, en particular el poderoso Ducas, lo apoyaron; el posterior emperador Constantino X Ducas (r. 1059-1067) estuvo casado con la hija de Dalaseno. Según el historiador Miguel Psellos, los dalassenos también gozaban de un fuerte apoyo de la población de Constantinopla y especialmente de su antiguo mando, Antioquía.

### Caída

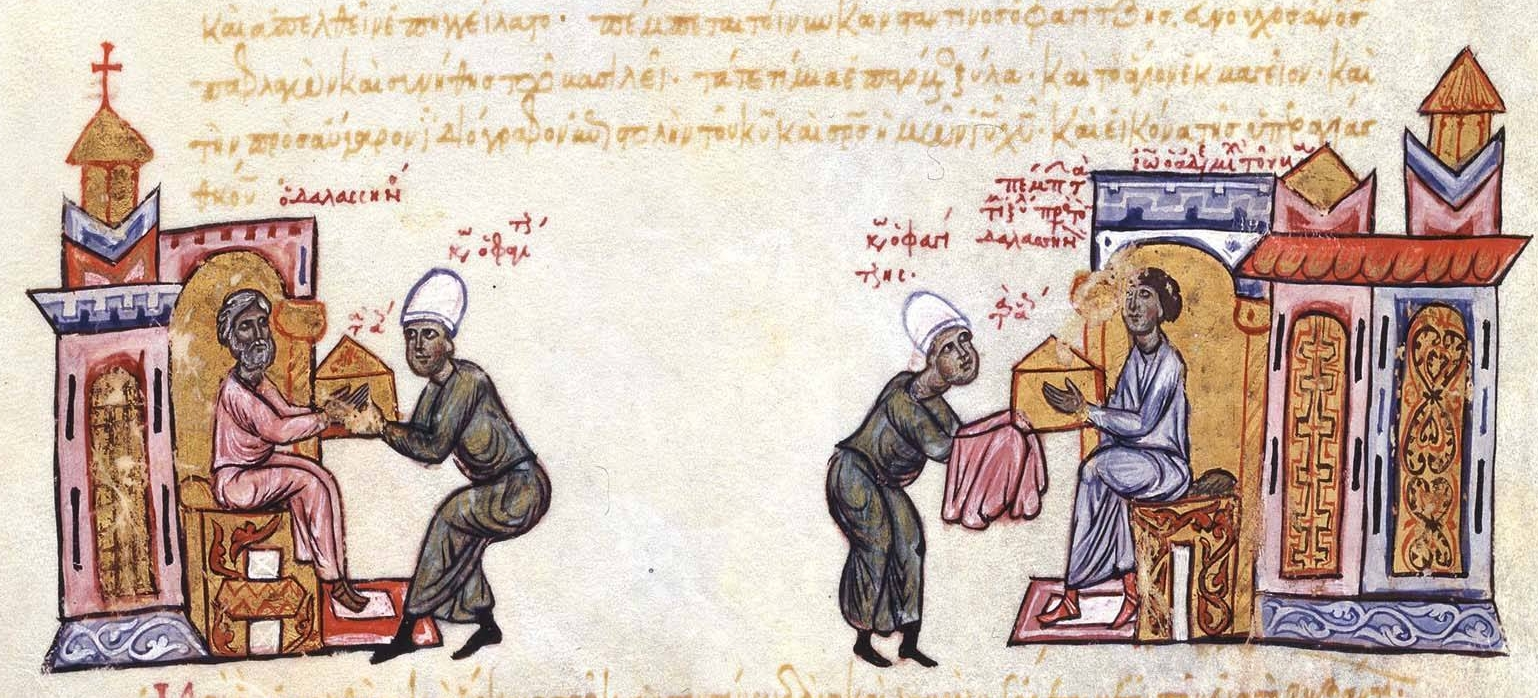
Juan el Eunuco envía Fagitzes con reliquias a Constantino Dalaseno, miniatura del Skylitzes Matritensis

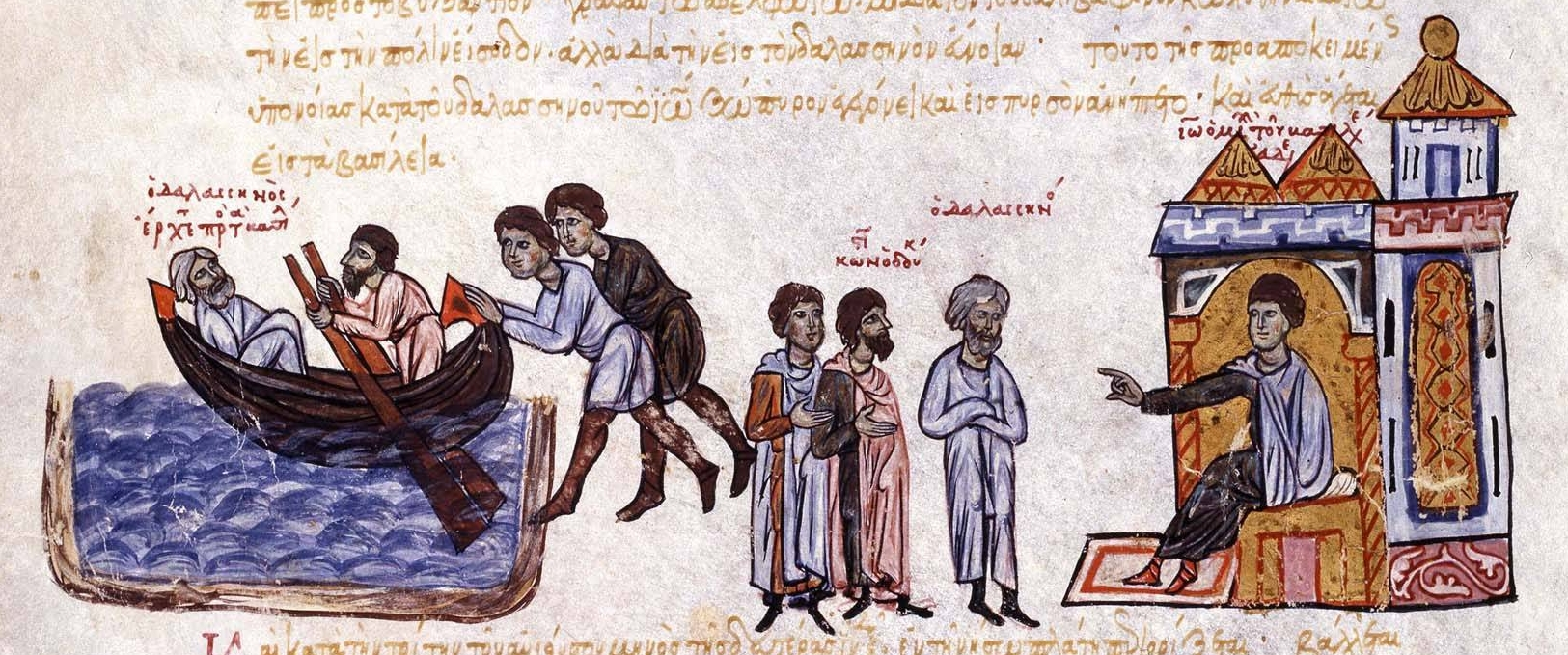
Juan el Eunuco envía a Constantino Dalaseno al exilio en la isla de Platos, miniatura del Skylitzes Matritensis

Según se informa, la llegada del bajito Miguel IV enfureció a los Dalasenos, que se burlaron del nuevo emperador por ser vulgar y de origen bajo. En consecuencia, el hermano eunuco de Miguel y ministro principal, Juan el Eunuco, intentó neutralizarlo. Con la promesa de títulos y honores, trató de atraer a los Dalassenos de sus propiedades en el Tema Armenio a Constantinopla. Dalaseno al principio se negó, pero después de recibir garantías de su seguridad, garantizada por un juramento sobre algunas de las reliquias más sagradas del Imperio, partió hacia la capital imperial. Inicialmente fue tratado bien, recibiendo una promoción y regalos, pero en el verano de 1034 estalló una revuelta en Antioquía contra el gobernador local, el hermano de Miguel IV, Nicetas. La revuelta fue desencadenada por los fuertes impuestos, pero Juan el Eunuco eligió culpar a los Dalasenos: Constantino, sus hermanos y parientes y otros nobles asociados a ellos, incluyendo su yerno Constantino Doukas, fueron encarcelados o exiliados.
El propio Constantino fue primero exiliado a una isla en el Mar de Mármara, pero más tarde, para evitar su fuga, fue trasladado a una torre en las Murallas de Constantinopla, junto con Constantino Doukas, el futuro emperador. Sin embargo, su pericia militar siguió siendo tan valorada que Juan el Eunuco consideró la posibilidad de enviarlo a su hermano Constantino como asesor militar en una campaña contra Abjasia, pero el emperador lo vio como un archienemigo y permaneció encarcelado. Una tradición posterior dice que durante la detención de Dalaseno en la capital, Zoe, que aún no había concebido un niño, mantuvo una relación secreta con él con la esperanza de quedar embarazada. En algún momento en 1041 Constantino también fue obligado a convertirse en monje. Los relatos aquí son contradictorios: Miguel Psellos escribe que Miguel V lo hizo en su ascenso en diciembre, pero Miguel Attaleiates, en contraste, registra que Miguel V liberó a los Dalasenos de su confinamiento.

### Propuesta de matrimonio
Después de que Miguel V fuera depuesto en un levantamiento popular en abril de 1042, las hijas de Constantino VIII, Zoe y Teodora, quedaron como gobernantes de facto del Imperio bizantino. Siguiendo tanto la costumbre como su propia inclinación, Zoe decidió elegir otro marido (su tercero), que también se convertiría en el nuevo emperador. El anciano pero todavía guapo Constantino Dalaseno, que casi se había convertido en su primer marido en 1028, fue su primera elección. Fue llevado a una audiencia ante la emperatriz, pero durante su conversación su manera independiente y enérgica disgustó a Zoe, y fue pasado por alto en favor de los más dóciles y amables Constantino Artoklines, con los que se rumoreaba que Zoe había coqueteado una década antes. La esposa de Artoklines lo envenenó antes de que pudiera divorciarse de ella; Zoe se casó con un tercer buen mozo de Constantino, Constantino Monomaco, que reinó como Constantino IX (r. 1042-1055). Constantino Dalaseno desaparece a partir de entonces de las fuentes.